# Autódromo Hermanos Rodríguez
Autódromo Hermanos Rodríguez (česky "Autodrom bratří Rodríguezů") je závodní okruh v Ciudad de México v Mexiku pojmenovaný podle bratrů Ricardovi a Pedrovi Rodriguezových. Oba byli mexickými závodními jezdci a oba zemřeli za volantem svých strojů v letech a 1962 a 1971. Trať měří 4304 metrů a má 17 zatáček.
Na okruhu se v současné konfiguraci od roku 2015 pořádá Velká cena Mexika šampionátu Formule 1. V minulosti se zde pořádala na trati v jiné konfiguraci a délce; mistrovské závody se zde jely v letech 1962–1970 a 1985–1992.
Trať také slouží jiným závodním sériím: své závody zde pořádaly série NASCAR (od roku 2004), CART (2002–2014), A1 Grand Prix (2007–2008) a Formule E (od roku 2016).
Autodrom lze také použít v konfiguraci do oválu s délkou tratě 1 míle (délka 1609 metrů, 4 zatáčky).

## Statistika

### Formule 1
| No. | Rok  | Jezdec           | Konstruktér | Motor               | Pneu | Čas           | Délka kola | Počet kol | Rychlost     | Datum       |
| --- | ---- | ---------------- | ----------- | ------------------- | ---- | ------------- | ---------- | --------- | ------------ | ----------- |
| 1   | 1963 | Jim Clark        | Lotus       | Climax              | D    | 2:09:52,100 h | 5,000 km   | 65        | 150,152 km/h | 27. říjen   |
| 2   | 1964 | Dan Gurney       | Brabham     | Climax              | D    | 2:09:50,320 h | 5,000 km   | 65        | 150,186 km/h | 25. říjen   |
| 3   | 1965 | Richie Ginther   | Honda       | Honda               | G    | 2:08:32,100 h | 5,000 km   | 65        | 151,710 km/h | 24. říjen   |
| 4   | 1966 | John Surtees     | Cooper      | Maserati            | F    | 2:06:35,340 h | 5,000 km   | 65        | 154,042 km/h | 23. říjen   |
| 5   | 1967 | Jim Clark        | Lotus       | Ford                | F    | 1:59:28,700 h | 5,000 km   | 65        | 163,210 km/h | 22. říjen   |
| 6   | 1968 | Graham Hill      | Lotus       | Ford                | F    | 1:56:43,950 h | 5,000 km   | 65        | 167,049 km/h | 3. listopad |
| 7   | 1969 | Denny Hulme      | McLaren     | Ford                | G    | 1:54:08,800 h | 5,000 km   | 65        | 170,833 km/h | 19. říjen   |
| 8   | 1970 | Jacky Ickx       | Ferrari     | Ferrari             | F    | 1:53:28,360 h | 5,000 km   | 65        | 171,848 km/h | 25. říjen   |
|     |      |                  |             |                     |      |               |            |           |              |             |
| 9   | 1986 | Gerhard Berger   | Benetton    | BMW                 | P    | 1:33:18,700 h | 4,421 km   | 68        | 193,306 km/h | 12. říjen   |
| 10  | 1987 | Nigel Mansell    | Williams    | Honda               | G    | 1:26:24,207 h | 4,421 km   | 63        | 193,411 km/h | 18. říjen   |
| 11  | 1988 | Alain Prost      | McLaren     | Honda               | G    | 1:30:15,737 h | 4,421 km   | 67        | 196,898 km/h | 29. květen  |
| 12  | 1989 | Ayrton Senna     | McLaren     | Honda               | G    | 1:35:21,431 h | 4,421 km   | 69        | 191,941 km/h | 28. květen  |
| 13  | 1990 | Alain Prost      | Ferrari     | Ferrari             | G    | 1:32:35,783 h | 4,421 km   | 69        | 197,664 km/h | 24. červen  |
| 14  | 1991 | Riccardo Patrese | Williams    | Renault             | G    | 1:29:52,205 h | 4,421 km   | 67        | 197,757 km/h | 16. červen  |
| 15  | 1992 | Nigel Mansell    | Williams    | Renault             | G    | 1:31:53,587 h | 4,421 km   | 69        | 199,176 km/h | 22. březen  |
|     |      |                  |             |                     |      |               |            |           |              |             |
| 16  | 2015 | Nico Rosberg     | Mercedes    | Mercedes            | P    | 1:42:35,038 h | 4,304 km   | 71        | 179,620 km/h | 1. listopad |
| 17  | 2016 | Lewis Hamilton   | Mercedes    | Mercedes            | P    | 1:40:31,402 h | 4,304 km   | 71        | 182,259 km/h | 30. říjen   |
| 18  | 2017 | Max Verstappen   | Red Bull    | Renault (TAG Heuer) | P    | 1:36:26,550 h | 4,304 km   | 71        | 189,971 km/h | 29. říjen   |
| 19  | 2018 | Max Verstappen   | Red Bull    | Renault (TAG Heuer) | P    | 1:38:28,851 h | 4,304 km   | 71        | 186,039 km/h | 28. říjen   |
| 20  | 2019 | Lewis Hamilton   | Mercedes    | Mercedes            | P    | 1:36:48,904 h | 4,304 km   | 71        | 189,240 km/h | 27. říjen   |
|     |      |                  |             |                     |      |               |            |           |              |             |
| 21  | 2021 | Max Verstappen   | Red Bull    | Honda               | P    | 1:38:39,086 h | 4,304 km   | 71        | 185,717 km/h | 7. listopad |
| 22  | 2022 | Max Verstappen   | Red Bull    | RBPT                | P    | 1:38:36,729 h | 4,304 km   | 71        | 185,791 km/h | 30. říjen   |
| 23  | 2023 | Max Verstappen   | Red Bull    | Honda RBPT          | P    | 2:02:30,814 h | 4,304 km   | 71        | 149,657 km/h | 29. říjen   |
| 24  | 2024 | Carlos Sainz Jr. | Ferrari     | Ferrari             | P    | 1:40:55,800 h | 4,304 km   | 71        | 181,524 km/h | 27. říjen   |

### Formule E
| Rok  | Jezdec            | Konstruktér               | Výsledky |
| ---- | ----------------- | ------------------------- | -------- |
| 2016 | Jérôme d'Ambrosio | Dragon Racing             | Výsledky |
| 2017 | Lucas di Grassi   | Audi Sport ABT            | Výsledky |
| 2018 | Daniel Abt        | Audi Sport Abt Schaeffler | Výsledky |
| 2019 | Lucas di Grassi   | Audi Sport Abt Schaeffler | Výsledky |

## Verze okruhu

Trať od roku 1963
Trať od roku 1980
Trať od roku 2015
Trať pro závody Formule E od roku 2016